# Ортоцентричний трикутник
Ортотрикутник (ортоцентричний трикутник) — це трикутник Δabc, вершини якого є основами висот трикутника ∆ABC.
Для ортотрикутника (для ортоцентричного трикутника) Δabc сам трикутник ∆ABC є трикутником трьох зовнішніх бісектрис. Тобто відрізки AB, BC і CA є трьома зовнішніми бісектрисами трикутника Δabc.

## Властивості
- Задача Фаньяно. Ортоцентричний трикутник гострокутного трикутника АВС володіє найменшим периметром з усіх вписаних трикутників.
- Висоти гострокутного трикутника є бісектрисами кутів його ортотрикутника (отже, ортоцентр гострого трикутника є центром кола, вписаного в його ортотрикутник).
- Якщо точки A1, B1 і C1 на сторонах відповідно BC, AC і AB гострокутного трикутника ABC такі, що

{\displaystyle \angle BA_{1}C_{1}=\angle CA_{1}B_{1}}, {\displaystyle \angle CB_{1}A_{1}=\angle AB_{1}C_{1}} і {\displaystyle \angle AC_{1}B_{1}=\angle BC_{1}A_{1}},
то {\displaystyle A_{1}B_{1}C_{1}} — ортотрикутник трикутника ABC.
- Якщо навколо даного гострокутного трикутника описати коло і в трьох вершинах трикутника провести прямі, дотичні до кола, то перетин цих прямих утворює трикутник, який називається тангенціальним трикутником відносно цього трикутника.

### Властивості подібності родинних трикутників
- Вихідний трикутник {\displaystyle \Delta ABC} по відношенню до ортотрикутника є трикутником трьох зовнішніх бісектрис.
- Ортотрикутник і тангенціальний трикутник подібні (Зетель, наслідок 1, §66, с. 81).
- Трикутник Жергонна ортотрикутника і вихідний трикутник подібні.
- Трикутник трьох зовнішніх бісектрис трикутника трьох зовнішніх бісектрис  і вихідний трикутник подібні.
- Ортотрикутник трикутника Жергонна і вихідний трикутник подібні.
- Вище зазначені властивості подібності родинних трикутників є наслідком нижче перерахованих властивостей паралельності (антипаралельності) сторін родинних трикутників.

### Властивості паралельності (антипаралельності) сторін родинних трикутників
- Сторони даного гострокутного трикутника антипаралельні відповідним сторонам ортотрикутника, проти яких вони лежать.
- Сторони тангенціального трикутника  антипаралельні відповідним протилежним сторонам даного трикутника (по властивості антипаралельності дотичних до кола).
- Сторони тангенціального трикутника паралельні відповідним сторонам ортотрикутника.
- Якщо точки дотику вписаного в даний трикутник кола з'єднані відрізками, то вийде трикутник Жергонна. Нехай в отриманому трикутнику проведено висоти. Тоді прямі, що з'єднують підстави цих висот, паралельні сторонам вихідного трикутника. Отже, ортотрикутник трикутника Жергонна і вихідний трикутник подібні.

### Інші властивості
- Площа ортотрикутника дорівнює:

{\displaystyle S_{ort}={\frac {S}{(2abc)^{2}}}(a^{2}+b^{2}-c^{2})(a^{2}+c^{2}-b^{2})(b^{2}+c^{2}-a^{2})}
де {\displaystyle S} — площа трикутника ΔABC; {\displaystyle a,b,c} - його відповідні сторони.
- Коло, описане навколо ортотрикутника Δabc, для самого трикутника ΔABC є окружністю Ейлера (окружністю 9 точок), тобто одночасно проходить через 3 підстави медіан останнього. Зауважимо, що ці 3 підстави медіан є вершинами додаткового трикутника для трикутника ΔABC.
- Радіуси кола, описаного навколо даного трикутника ΔABC, проведені через його вершини, перпендикулярні відповідним сторонам ортотрикутника Δabc (Зетель, наслідок 2, §66, с. 81).